# Operação Penada
A Operação Penada é a designação de um conjunto de operações militares ocorridos durante a Guerra da Independência de Moçambique, em Abril de 1972, onde interveio o Batalhão de Caçadores Pára-Quedistas 31, a partir de Furancungo.
Devido à incapacidade das forças portuguesas de controlar a entrada de guerrilheiros da FRELIMO no território circundante da barragem de Cahora Bassa, os quais vinham via Zâmbia ou Rodésia, e de uma forte pressão das forças de segurança rodesianas que criticavam a apatia e falta de informação sobre o movimento do inimigo, o Batalhão de Caçadores Pára-Quedistas 31 recebe instruções para ser lançados junto às fronteiras da daqueles dois países. Seguiu-se um forte apoio aéreo por helicópteros.